# ناشر بازی ویدئویی
ناشر بازی ویدئویی (به انگلیسی: Video game publisher) در صنعت بازی‌های ویدئویی، به شرکتی گفته می‌شود که وظیفه انتشار یک بازی ویدئویی را برعهده دارد. این شرکت ممکن است به شکل اختصاصی و در همین حوزه فعالیت کند یا شرکت سازنده بازی در جریان توسعهٔ آن، مسئولیت انتشار آن را دراختیار داشته باشد.
همانند ناشران کتاب یا فیلم‌های دی‌وی‌دی، ناشران بازی نیز وظیفه تولید ایده در جهت ایجاد یک بازار قابل توجه، در راستای مسئولیت بازاریابی برای محصول خود دارند. این فرایندها از طریق تحقیقات مستمر در بازارها و به‌کارگیری تبلیغات قابل انجام است.